# WWE United Kingdom Championship Special
Het United Kingdom Championship Special was een professioneel worstelevenement dat georganiseerd werd door de Amerikaanse worstelorganisatie WWE voor hun NXT UK brand. Het evenement vond plaats op 7 mei 2017 in Epic Studios in Norwich, Norfolk, Engeland en werd live uitgezonden op 19 mei 2017 op de WWE Network.

## Achtergrond
In een persconferentie in The O2 Arena op 15 december 2016, onthulde Paul "Triple H" Levesque dat er een toernooi aankomt voor 16 man om de inaugurele WWE United Kingdom Champion te bekronen, die Tyler Bate won en inaugurele kampioen werd. Het toernooi werd gehouden op 14 en 15 januari 2017 en werd live uitgezonden op de WWE Network.
Op 15 mei 2017, werd er aangekondigd dat er een United Kingdom Championship Special kwam na het U.K. Championship toernooi. Jim Ross en Nigel McGuinness waren commentatoren bij de special.

## Matches
| Nr. | Match                                                 | Winnaar(s)               | Opmerkingen                                                                                   | Bron  |
| --- | ----------------------------------------------------- | ------------------------ | --------------------------------------------------------------------------------------------- | ----- |
| 1   | Wolfgang vs. Joseph Conners                           | Wolfgang                 | Een-op-een match.                                                                             | [ 6 ] |
| 2   | The Brian Kendrick & TJP vs. Dan Moloney & Rich Swann | The Brian Kendrick & TJP | Tag team match.                                                                               | [ 6 ] |
| 3   | Pete Dunne vs. Trent Seven                            | Pete Dunne               | Een-op-een match om de eerst volgende tegenstander te worden WWE United Kingdom Championship. | [ 6 ] |
| 4   | Tyler Bate (c) vs. Mark Andrews                       | Tyler Bate               | Een-op-een match voor het WWE United Kingdom Championship.                                    | [ 6 ] |